# Защитени лечебни растения в България
Списък на защитените лечебни растения в България, които попадат под разпоредбите на Закона за лечебните растения от 26 юли 2013 година: 

## А
- Азмацуг (Див керевиз) балдаранолистен Anthriscus cerefolium (L.) Hoffm. Apiaceae
- Акорус (Блатен аир) Acorus calamus L. Araceae
- Алцеа бледа Alcea pallida(W.K.) Bess. Malvaceae
- Анакамптис обикновен Anacamptis pyramidalis (L.) L.C. Rich. Orchidaceae
- Анасон едър Pimpinella major (L.) Huds. Apiaceae
- Анасон каменоломков Pimpinella saxifraga L. Apiaceae
- Английска маргаритка Bellis perennis L. Asteraceae
- Аспрут жълтоцветен Carthamus lanatus L. Asteraceae
- Ацинос полски Acinos arvensis (Lam.)Dandy (Calamintha acinos Clairv.) Lamiaceae
- Ацинос ароматичен Acinos suaveolens (S.et S.) G.Don. Lamiaceae

## Б
- Балдаран грудков Chaerophyllum bulbosum L. Apiaceae
- Балдаран замайващ Chaerophyllum tenulentum L. Apiaceae
- Безсмъртниче обикновено Xeranthemum annuum L. Asteraceae
- Белоочица виолетова Buglossoides purpurocaerulea (L.) Lohnst. (Lithospermum purpureo-coeruleum L.) Boraginaceae
- Белоочица полска Buglossoides arvensis (L.) Lohnst. (Liyhospermum arvense L.) Boraginaceae
- Бенедиктински трън, пресечка Cnicus benedictus L. Asteraceae
- Битуминария Bituminaria bituminosa (L.) Stirt. (Psoralea bituminosa L.) Fabaceae
- Благун Quercus frainetto Ten. (Q. conferta Kit.) Fagaceae
- Блатия обикновена Lythrum salicaria L. Lythraceae
- Блатия пръстена Lythrum virgatum L. Lythraceae
- Блатна перуника Hottonia palustris L. Primulaceae
- Блатняк обикновен Caltha palustris L. Ranunculaceae
- Блъшница Pulicaria dysentherica (L.) Bernh. Asteraceae
- Блян бял Hyoscyamus albus L. Solanaceae
- Блян черен Hyoscyamus niger L. Solanaceae
- Божур червен Paeonia peregrina Mill. Paeoniaceae
- Бор бял Pinus sylvestris L. Pinaceae
- Боровинка синя Vaccinium uliginosum L. Ericaceae
- Боровинка червена Vaccinium vitis-idaea L. Ericaceae
- Боровинка черна Vaccinium myrtillus L. Ericaceae
- Ботурче есенно Cyclamen hederifolim Ait. (C. neapolitanum Ten.) Primulaceae
- Ботурче пролетно Cyclamen coum Mill. Primulaceae
- Брекиня Sorbus torinalis (L.) Crantz. Rosaceae
- Бреза обикновена Betula pendula Roth.(B. verrucosa Ehrh.) Betulaceae
- Брей Tamus communis L. Dioscoreaceae
- Брош бояджийски Rubia tinctorum L. Rubiaceae
- Бръшлян Hedera helix L. Araliaceae
- Бряст планински Ulmus glabra Huds. Ulmaceae
- Бряст полски Ulmus minor Mill. Ulmaceae
- Бърдун бял Asphodelus albus Mill. Liliaceae
- Бърдуче (Жълта водна роза) Nuphar lutea (L.) S. et S. Nymphaeaceae
- Бударица красива Galeopsis speciosa Mill. Lamiaceae
- Бударица обикновена Galeopsis ladanum L. Lamiaceae
- Бударица петниста Galeopsis tetrachit L. Lamiaceae
- Бук източен Fagus orientalis Lipsky Fagaeae
- Бук обикновен Fagus sylvatica L. Fagaceae
- Бутрак Bidens tripartita L. Asteraceae
- Бучиниш, петнист (Цволика) Conium maculatum L. Apiaceae
- Бъз нисък (Бъзак) Sambucus ebulus L. Caprifoliaceae
- Бъз червен Sambucus racemosa L. Caprifoliaceae
- Бъз черен Sambucus nigra L. Caprifoliaceae
- Бял имел Viscum album L. Loranthaceae
- Бял трън Sylibum marianum (L.) Gaerth. Asteraceae
- Бясно дърво обикновено Daphne mezereum L. Thymeleaeceae

## В
- Великденче австрийско Veronica austriaca L. Scrophulariaceae
- Великденче класовидно (Veronica spicata L.) Scrophulariaceae
- Великденче крайпоточно Veronica beccabunga L. Scrophulariaceae
- Великденче лечебно Veronica officinalis L. Scrophulariaceae
- Великденче огничевоподобно Veronica anagallis – aquatica L. Scrophulariaceae
- Великденче плоскосеменно Veronica chamaedrys L. Scrophulariaceae
- Великденче полско Veronica arvensis L. Scrophulariaceae
- Великденче пълзящо Veronica prostrata L. Scrophulariaceae
- Венерин (Богородичен) косъм Adiantum capillus-veneris L. Adiantaceae
- Ветрогон полски Eryngium campestre L. Apiaceae
- Ветрогон приморски Eryngium maritimum L. Apiaceae
- Вечерник обикновен Hesperis matronalis L. Brassicaceae
- Винобой американски Phytolaca americana L. Phytolacaceae
- Винче лечебно Anchusa officinalis L. Boraginaceae
- Винцетоксикум лечебен (Устрел лечебен) Vincetoxicum hirundinaria Medic.(V. officinale L., Cynanchum vincetoxicum (L.)R.Br. Asclepiadaceae
- Витошки еделвайс Antennaria dioica (L.) Gaertn. Asteraceae
- Вишна храстовидна (В. степна) Pr unus fruticosa Pall. (Cerasus f.) Rosaceae
- Воден морач обикновен Oenanthe aquatica L. Apiaceae
- Водолюб сенников Butmus umbellatus L. Butomaceae
- Водна детелина Menyanthes trifoliata L. Mentyanthaceae
- Водна леща дребна Lemna minor L. Lemnaceae
- Водна роза (Блатна роза) Nymphaea alba L. Nymphaeaceae
- Водянка жабешка Hydrocharis morsus-ranae L. Hydrocharitaceae
- Войничица Descurainia sophia (L.) Webb. ex Prantl. Brassicaceae
- Воловодец жълтугов (Синя китка) Orobanche rapum-genistae Thuill. Orobanchaceae
- Воловодец малък (Синя китка) Orobanche minor Sm. Orobanchaceae
- Волски език Phyllitis scolopendrium (L.) Newm. (Scolopendrium vulgare Sw.) Aspleniaceae
- Вранско око Paris quadrifolia L. Liliaceae
- Вратига (Паничка) Tanacetum vulgare L. Asteraceae
- Вълмо руско Salicornia ruthenica Iljin. Chenopodiaceae
- Вълча ябълка обикновена Aristolochia clematitis L. Aristolochiaceae
- Вълча ябълка кръглолистна Aristolochia rotunda L. Aristolochiaceae
- Върба бяла Salix alba L. Salicaceae
- Върба петтичинкова Salix pentandra L. Salicaceae
- Върба срещуположнолистна (В. червена) Salix purpurea L. Salicaceae
- Върбинкалечебна Verbena officinalis L. Verbenaceae
- Вятърче планинско Jasione montana L. Campanulaceae

## Г
- Габър обикновен Carpinus betulus L. Betulaceae
- Гвачка обикновена Monotropa hypopitys L. Monotropaceae
- Гергевка Cruciata laevipes Opiz. (Galium cruciatum (L.) Scop.) Rubiaceae
- Гимнадения комароцветна Gymnadenia conopsea (L.) R. Br. Orchidaceae
- Глог червен Crataegus monogyna Jacq. Rosaceae
- Глог черен Crataegus pentagyna W.et K.ex Willd. Rosaceae
- Глухарче обикновено Taraxacum officinale Web. Asteraceae
- Глушина грахова Vicia pisiformis L. Fabaceae
- Глушина едроцветна (Фий е.) Vicia grandiflora Scop. Fabaceae
- Глушина посевна Vicia sativa L. Fabaceae
- Глушина птича Vicia cracca L. Fabaceae
- Гологлавче обикновено Globularia ahyllanthes Crantz (G. vulgaris L.) Globulariaceae
- Гологлавче сърцевиднолистно Globularia cordifolia L. Globulariaceae
- Горва горчива Cardamine amara L. Brassicaceae
- Горва ливадна Cardamine pratensis L. Brassicaceae
- Горва луковична (Зъбник) Cardamine bulbifera(L.) Crantz. (Dentaria bulbifera L.) Brassicaceae
- Горицвет летен Adonis aestivalis L. Ranunculaceae
- Горицвет пролетен Adonis vernalis L. Ranunculaceae
- Горска майка обикновена (Рабавец) Lathraea squamaria L. Scrophulariaceae
- Горуха буренна Lepidium ruderale L. Brassicaceae
- Горуха житнолистна Lepidium graminifolium L. Brassicaceae
- Горуха полска Lepidium campestre (L.) R.Br. Brassicaceae
- Горуха посевна Lepidium sativum L. Brassicaceae
- Горуха пронизанолистна Lepidium perfoliatum L. Brassicaceae
- Горуха широколистна Lepidium latifolium L. Brassicaceae
- Горчивка българска Gentianella bulgarica (Vel.) Holub. (Gentiana bulgarica Vel.) Gentianaceae
- Горчица сарепска Brassica juncea (L.)Czern. Brassicaceae
- Градински чай Salvia officinalis L. Lamiaceae
- Гръмотрън бодлив Ononis spinosa L. Fabaceae
- Гълъбови очички Hepatica nobilis Mill. Ranunculaceae
- Гърбач Periploca graeca L. Asclepiadaceae
- Гърлица обикновена Limonium vulgare Mill. Plumbaginaceae
- Гърличе, свински ягоди Chenopodium virgatum L. (Ch.foliosum L.) Chenopodiaceae

## Д
- Двуредка тънколистна Diplotaxis tenuifolia (L.) DC. Brassicaceae
- Дебелец червеникав Sempervivum marmoreum Grab. Crassulaceae
- Дебрянка европейска Sanucula europaea L. Apiaceae
- Девесил мъхнат Heracleum verticillatum Panc.(H.sphondilium L.) Apiaceae
- Девесил сибирски Heracleum sibiricum L. Apiaceae
- Детелина алпийска Trifolium alpestre L. Fabaceae
- Детелина ливадна Trifolium pratense L. Fabaceae
- Детелина панонска Trifolium pannonicum Jacq. Fabaceae
- Детелина плевелна Trifolium arvense L. Fabaceae
- Детелина пълзяща Trifolium repens L. Fabaceae
- Джел обикновен (Кошничар) Ilex aquifolium L. Aquifoliaceae
- Дзука сиво-зелена Juncus inflexus L. (J. glaucus Ehrh.) Juncaceae
- Див копър старопланински Meum athamanticum Jacq. Apiaceae
- Див магданоз Aethusa cynapium L. Apiaceae
- Див рожков Cercis siliquastrum L. Fabaceae
- Див слънчоглед стълбчест Doronicum columnae Ten. Asteraceae
- Див тютюн клинолистен Ligularia glauca (L.) Hoffm. Asteraceae
- Дива краставица Ecbalium elaterium L. Cucurbitaceae
- Дива тиква Bryonia alba L. Cucurbitaceae
- Дилянка Valeriana officinalis L. Valerianaceae
- Динка дребна Sanguisorba minor Scop. Rosaceae
- Динка лечебна Sanguisorba officinalis L. Rosaceae
- Дифазиаструм алпийски (Плаун алпийски) Diphasiastrum alpinum (L.) Holub.(Lycopodium alpinum L.)Lycopodiaceae
- Драка Paliurus spina-christi Mill. Rhamnaceae
- Дрян обикновен Cornus mas L. Cornaceae
- Дъб летен Quercus robur L. (Q. pedunculata Ehrh.) Fagaceae
- Дяволска уста обикновена Leonurus cardiaca L. Lamiaceae

## E
- Ежова главичка Sparganium erectum L.(S. ramosum L.) Sarganiaceae
- Елабяла Abies alba Mll. Pinaceae
- Елша черна Alnus glutinosa (L.) Gaertn. Betulaceae
- Еньовче ароматно (Лазаркиня) Galium odoratum (L.) Scop. (Asperula odorata L.) Rubiaceae
- Еньовче лъскаво Galium lucidum All. (G. mollugo ssp. lucidum All.) Rubiaceae
- Еньовче същинско Galium verum L. Rubiaceae
- Ефедра обикновена Ephedra distachya L. Ephedraceae
- Еуклидиум (Пикливче) Euclidium syriacum (L.) R.Br. Brassicaceae

## Ж
- Женска папрат обикновена Athyrium filix-femina (L.) Roth. Athyriaceae
- Живениче възловато Scrophularia nodosa L. Scrophulariaceae
- Живениче кучешко Scrophularia canina L. Scrophulariaceae
- Живовлек бълхов Plantago afra L. (P. psyllium L.) Plantaginaceae
- Живовлек голям Plantago major L. Plantaginaceae
- Живовлек гребенест Plantago subulata L. (P. carinata Schrad.) Plantaginaceae
- Живовлек ланцетовиден Plantago lanceolata L. Plantaginaceae
- Живовлек перестолистен Plantago coronopus L. Plantaginaceae
- Живовлек пясъчен Plantago scabra Moench. (P. arenaria W.K.) Plantaginaceae
- Живовлек среден Plantago media L. Plantaginaceae
- Жълтица Chrisosplenium alternifolium L. Saxifragaceae
- Жълтуга висока (Ж. багрилна) Genista tinctoria L. Fabaceae
- Жълтуга горска Genista ovata W.et K. Fabaceae
- Жълтурче Ranunculus ficaria L. Ranunculaceae

## З
- Загърличе Laser trilobum (L.) Borkh. Apiaceae
- Зайча сянка лечебна Asparagus officinalis L. Liliaceae
- Зайчина пъстра Coronilla varia L. Fabaceae
- Зайчина скорпионова Coronilla scorpioides (L.) Koch. Fabaceae
- Залист бодлив Ruscus aculeatus L. Liliaceae
- Зановец бял Chamaecytisus albus (Jacq.)Rothm. (Cytisus albus Hacq.) Fabaceae
- Зановец карпатски Chamaecytisus lejocarpus(A.Kern.)Rothm. (Cytisus lejocarpus W.K.) Fabaceae
- Зановец космат Chamaecytisus hirsutus (L.) Link.(Cytisus hirsutus L.) Fabaceae
- Зановец регенсбургски Chamaecytisus ratisbonensis(Schaeff.) Rothm. (Cyisus ratisbonensis Schaeff.)Fabaceae
- Зарасличе (Черен оман) Symphytum officinale L. Boraginaceae
- Зарниче Astrantia major L Apiaceae
- Звездан обикновен Lotus corniculatus L. Fabaceae
- Звездица средна Stellaria media (L.) Vill. Caryophyllaceae
- Звездица тревна Stellaria graminea L. Caryophyllaceae
- Звъника багрилна (Жълт кантарион багрилен)Hypericum androsaemum L.Hypericaceae
- Звъника лечебна (Жълт кантарион лечебен Порезниче) Hypericum perforatum L. Hypericaceae
- Звъника петниста Hypericum maculatum Crantz.(H. quadrangulum L.) Hypericaceae
- Звъника рожецовидна (родопска) Hypericum cerastoides (Spach)N. Robson (H. rhodopeum Friv.) Hypericaceae
- Здравец горски Geranium sylvaticum L. Geraniaceae
- Здравец зловонен Geranium robertianum L. Geraniaceae
- Здравец кървавочервен (кръвен) Geranium sanguineum L. Geraniaceae
- Здравец обикновен Geranium macrorrhizum L. Geraniaceae
- Здравец пиринейски Geranium pyrenaicum Burm.fil. Geraniaceae
- Зеленика обикновена Phyllirea latifolia L. Oleaceae
- Зимзелен Vinca minor L. Apocynaceae
- Зимзелен тревист Vinca herbacea W.et K. Apocynaceae
- Зимянка горска Ferulago sylvatica (Bess.) Rchb. Apiaceae
- Златиста папрат Ceterach officinarum DC. Aspleniaceae
- Златица обикновена (Златна пръчица) Solidago virga-aurea L. Asteraceae
- Златовръх папрат L. Crassulaceae
- Злина Barbarea vulgaris R.Br. Brassicaceae
- Змийски език обикновен (Змийска папрат)Ophioglossum vulgatum L. Ophioglossaceae
- Змийско мляко Chelidonium majus L. Papaveraceae
- Змиярник петнист Arum maculatum L. Araceae
- Змиярник италиански Arum italicum Mill. Araceae
- Зърнастец елшовиден Frangula alnus Mill. Rhamnaceae
- Зърнеш Peganum harmala L. Zygophyllaceae
- Зърника слабителна Rhamnus catharticus L. Rhamnaceae

## И
- Ива (Козя върба) Salix caprea L. Salicaceae
- Иглика безстъблена Primula acaulis (L.) L. (P. vulgaris Huds.) Primulaceae
- Иглика крилатолистна Primula elatior (L.) Hill. Primulaceae
- Иглика лечебна Primula veris L. (P. officinalis (L.) Hill.) Primulaceae
- Игловръх Alyssum alyssoides L. Brassicaceae
- Изсипливче голо Herniaria glabra L. Caryophyllaceae
- Изсипливче грубовлакнесто (И. влакнесто) Herniaria hirsuta L. Caryophyllaceae
- Изсипливче сиво Herniaria incana Lam. Caryophyllaceae
- Изтравниче (Страшниче) обикновено Asplenium trichomanes L. Aspleniaceae
- Изтравниче (Страшниче) северно Asplenium septentrionale (L.) Hoffm. Aspleniaceae
- Изтравниче (Страшниче) стенно Asplenium ruta-muraria L. Aspleniaceae
- Изтравниче (Страшниче) черно Asplenium adiantum-nigrum L. Aspleniaceae
- Исландски лишей Cetraria islandica (L.) Ach.
- Исоп лечебен Hyssopus officinalis L.ssp. aristatus (Godr.) Briq. Lamiaceae

## К
- Кадънка (Полски мак) Papaver rhoeas L. Papaveraceae
- Казашки бодил бодлив (Рогачица) Xanthium spinosum L. Asteraceae
- Казашки бодил влакнест Xanthium strumarium L. Asteraceae
- Какула бяла (Конски босилек б.) Salvia aethiopis L. Lamiaceae
- Какула горска (Конски босилек г.) Salvia nemorosa L. Lamiaceae
- Какула едроцветна (Конски босилек е.) Salvia tomentosa Mill. Lamiaceae
- Какула жълта (Конски босилек ж.) Salvia glutinosa L. Lamiaceae
- Какула ливадна (Конски босилек л.) Salvia pratensis L. Lamiaceae
- Какула мускатна (Конски босилек м.) Salvia sclarea L. Lamiaceae
- Какула прешленеста (Конски босилек п.) Salvia verticillata L. Lamiaceae
- Калина Viburnum opulus L. Caprifoliaceae
- Калуна Caluna vulgaris (L.)Hull. Ericaceae
- Камбанка вълнеста Campanula lanata Friv. Campanulaceae
- Камбанка прасковолистна Campanula persicifolia L. Campanulaceae
- Камениче Rubus saxatilis L. Rosaceae
- Каменоломка кръглолистна Saxifraga rotundifolia L. Saxifragaceae
- Каменоломка луковична Saxifraga bulbifera L. Saxifragaceae
- Камшик ароматен Agrimonia odorata All. Rosaceae
- Камшик лечебен Agrimonia eupatoria L. Rosaceae
- Камфорка монпелийска Camphorosma monspeliaca L. Chenopodiaceae
- Кандилка обикновена Aquilegia nigricans Baumg. (A. vulgaris L.) Ranunculaceae
- Катраника Artemisia alba Turra Asteraceae
- Катушка обикновена Lycopus europaeus L. Lamiaceae
- Капела Ballota nigra L. Lamiaceae
- Карамфил унгарски Dianthus pontederae A.Kern. Caryophyllaceae.
- Кисел трън обикновен Berberis vulgaris L. Berberidaceae
- Ким гръцки Carum graecum Boiss.et Heldr. Apiaceae
- Ким обикновен Carum carvi L. Apiaceae
- Киселец Rumex acetosa L. Polygonaceae
- Киселица Malus sylvestris Mill. Rosaceae
- Киселиче обикновено Oxalis acetosella L. Oxalidaceae
- Киселичник Oxyria digyna (L.) Hill. Polygonaceae
- Клинавиче изправено Cionura erecta (Marsdenia erecta R.Br.) Asclepiadaceae
- Клопачка малка Rhinanthus minor L. Scrophulariaceae
- Козя брада (Кози киселец) Rumex acetosella L. Polygonaceae
- Козя брада полска (Брадица) Tragopogon pratensis L. Asteraceae
- Кокеш испански Scorzonera hispanica L. Asteraceae
- Кокиче елвезиево Galanthus elwesii Hook. (G. maximus Vel.) Amaryllidaceae
- Кокиче снежно Galanthus nivalis L. Amaryllidaceae
- Кокошка Isopyrum thalictroides L. Ranunculaceae
- Колендро лъчисто Bifora tadians Bieb. Apiaceae
- Коленчица червена Spergularia rubra (L.) J. et C. Prest. Apiaceae
- Комунига бяла Melilotus alba Med. Fabaceae
- Комунига индийска Melilotus indica (L.) All. Fabaceae
- Комунига лечебна Melilotus officinalis (L.) Pal. Fabaceae
- Конски кестен Aesculus hippocastanum L. Hippocastanaceae
- Конски ребра (Жаблек) Galega officinalis L. Fabaceae
- Копитник Asarum europaeum L. Aristolochiaceae
- Коприва гръцка Urtica urens L. Urticaceae
- Копривка южна Celtis australis L. Ulmaceae
- Копър обикновен Anethum graveolens L. Apiaceae
- Кориандър посевен Coriandrum sativum L. Apiaceae
- Коча билка обикновена Nepeta cataria L. Lamiaceae
- Кошутина обикновена Melittis melissophylum L. Lamiaceae
- Крем петров Lilium martagon L. Liliaceae
- Кукувича прежда европейска (Кускута, вилина коса) Cuscuta europaea L. Cuscutaceae
- Кукувича прежда ленена Cuscuta epilinum Weihe Cuscutaceae
- Кукуряк миризлив Helleborus odorus W. et K. Ranunculaceae
- Куча лобода бяла Chenopodium album L. Chenopodiaceae
- Куча лобода, многосеменна (сладка трева) Chenopodium polyspermum L. Chenopodiaceae
- Куча лобода червена Chenopodium rubrum L. Chenopodiaceae
- Куча лобода хибридна Chenopodium hybridum L. Chenopodiaceae
- Кучешко грозде червено Solanum dulcamara L. Solanaceae
- Кучешко грозде черно Solanum nigrum L. Solanaceae
- Къклица Agrostemma githago L. Caryophyllaceae
- Къпина влакнеста Rubus hirtus W. et K. Rosaceae
- Къпина полска Rubus caesius L. Rosaceae
- Кървавиче обикновено Bistorta major Gray. Polygonaceae

## Л
- Лаваница, жаблек Alisma plantago L. Alismataceae
- Лаватера тюрингска Lavatera thuringiaca L. Malvaceae
- Лавровишня лечебна Laurocerasus officinalis Roem. Rosaceae
- Лазерпициум планински Laserpitium siler L. Apiaceae
- Лазерпициум широколистен Laserpitium latifolium L. Apiaceae
- Лайка езичестоцветна Chamomilla suaveolens (Pursh.) Rydb. Asteraceae
- Лайкучка влакнеста Matricaria trichophylla (Boiss.) Boiss. (M. tenuifolia (Kit.)Simk.) Asteraceae
- Лапад алпийски Rumex alpinus L. Polygonaceae
- Лапад воден Rumex aquaticus L. Polygonaceae
- Лапад крайводен Rumex hydrolapathum Huds. Polygonaceae
- Лапад красив Rumex pulcher L. Polygonaceae
- Лапад къдрав Rumex crispus L. Polygonaceae
- Лапад спанаков Rumex patientia L. Polygonaceae
- Лапад тъполистен Rumex obtusifolius L. Polygonaceae
- Лапад щитовиден Rumex scutatus L. Polygonaceae
- Лен слабителен Linum catharticum L. Linaceae
- Ленивче кръглолистно Lysimachia nummularia L. Primulaceae
- Лепка Galium aparine L. Rubiaceae
- Лепка Viscaria vulgaris L. Caryophyllaceae
- Леска обикновена Corylus avellana L. Betulaceae
- Липа дребнолистна Tilia cordata Mill. (T. parvifoliaEhrh.) Tiliaceae
- Липа едролистна Tilia platyphyllos Scop. (T. grandifolia Neilr.) Tiliaceae
- Липа кавказка (Л. червена) Tilia rubra DC. Tiliaceae
- Липа сребролистна Tilia tomentosa Moench. (T. argentea Dest.) Tiliaceae
- Лисичина грудеста Corydalis bulbosa (L.) DC. (C. cava Schweigg.) Papaveraceae
- Лисичина плътногрудеста Corydalis solida (L.)Swartz. Papaveraceae
- Лободарозова Atriplex rosea L. Chenopodiaceae
- Лопатка многогодишна Lunaria rediviva L. Brassiaceae
- Лопен благороден Verbascum nobile Vel. Scrophulariaceae
- Лопен гъстоцветен Verbascum densiflorum Bertol. (V. thapsiforme Schrad.) Scrophulariaceae
- Лопен лечебен Verbascum phlomoides L. Scrophulariaceae
- Лопен лъжеблагороден Verbascum pseudonobile Stoj. et Stef. Scrophulariaceae
- Лопен финикийски Verbascum phoeniceum L. Scrophulariaceae
- Лопен черен Verbascum nigrum L. Scrophulariaceae
- Лугачка горска Dipsacus fullonum L. (D. sylvestris Huds.) Dipsacaceae
- Луда краставица, църкало Ecbalium elaterium (L.) A. Rich. Cucurbitaceae
- Лук кръгъл Allium rotundum L. Liliaceae
- Лук мечи (Левурда) Allium ursinum L. Liliaceae
- Лук сибирски Allium schoenoprasum L.(A. sibiricum L) Liliaceae
- Луличка обикновена Linaria vulgaris Mill. Scrophlariaceae
- Лъжичина Alliaria petiolata (Bieb.) Cavara et Grande. Brassicaceae
- Люляк Syringa vulgaris L. Oleaceae
- Лютиче езичесто Ranunculus lingua L. Ranunculaceae
- Лютиче многоцветно Ranunculus polyanthemos L. Ranunculaceae
- Лютиче огненоцветно Ranunculus flammula L. Ranunculaceae
- Лютиче отровно Ranunculus scleratus L. Ranunculaceae
- Лютиче пълзящо Ranunculus repens L. Ranunculaceae

## М
- Магарешки бодил късодръжков Carduus acanthoides L. Asteraceae
- Малина Rubus idaeus L. Rosaceae
- Маргаритка обикновена Leucanthemum vulgare Lam. (Chrysanthemum leucanthemum L.) Asteraceae
- Маслинка обикновена Ligustrum vulgare L. Oleaceae
- Махалебка (Дива череша) Prunus mahaleb L. Rosaceae
- Мащерка българска Thymus longidentatus (Deg. et Urum.) Ronn. (T. bulgaricum Ronn.) Lamiaceae
- Мащерка гола Thymus glabrescens Willd. Lamiaceae
- Мащерка дългостъблена Thymus longicaulis C. Presl. Lamiaceae
- Мащерка калиерова Thymus callieri Borb. Lamiaceae
- Мащерка красива Thymus comptus Friv. (T. glaucus Friv.) Lamiaceae
- Мащерка набраздена Thymus striatus Vahl. Lamiaceae
- Мащерка планинска Thymus pulegioides L. (T. montana W.K.) Lamiaceae
- Мащерка сибторпиева Thymus sibthorpii Benth. Lamiaceae
- Меденик гол Cerinthe glabra Mill Boraginaceae
- Меденик малък Cerinthe minor L. Boraginaceae
- Медуница лечебна Pulmonaria officinalis L. Boraginaceae
- Медуница мека Pulmonaria mollis Wulf. et Horn. (P. mollissima Kern.) Boraginaceae
- Мекиш Acer tataricum L. Aceraceae
- Мента блатна Mentha pulegium L. Lamiaceae
- Мента водна Mentha aquatica L. Lamiaceae
- Мента дълголистна Mentha longifolia (L.) Huds. Lamiaceae
- Мента кръглолистна Mentha suaveolens Ehrh. (M. rotundifolia (L.) Huds.) Lamiaceae
- Мента полска Mentha arvensis L. Lamiaceae
- Мента обикновена (Джоджен) Mentha spicata L. Lamiaceae
- Метличина дългоиглеста Centaurea calcitrapa L. Asteraceae
- Метличина панонска Centaurea pannonica (Heuff.) Simk. Asteraceae
- Метличина полска Centaurea cyanus L. Asteraceae
- Метличина рохелова Centaurea rocheliana (Heuff.) Dost. Asteraceae
- Метличина средиземноморска Centaurea solstitialis L. Asteraceae
- Мечо грозде Arctostaphylos uva – ursi (L.) Spreng. Ericaceae
- Мехунка Physalis alkekengi L. Solanaceae
- Мешковица Adoxa moschatellina L. Adoxaceae
- Минзухар пролетен Crocus chrysanthus Herb. Iridaceae
- Минзухар есенен Crocus pallasii Bieb. Iridaceae
- Миризлив бурен кримски Sideritis syriaca L. (S. taurica Steph.) Lamiaceae
- Миризлив бурен обикновен Sideritis montana L. Lamiaceae
- Миризлива върба Elaeagnus angustifolia L. Elaeagnaceae
- Миризливка обикновена Anthoxanthum odoratum L. Poaceae
- Миризливче пъстро Calamintha nepeta (L.) Savi. Lamiaceae
- Миризливче лечебно Calamintha nepeta (L.) Savi. ssp. glandulosa (Req.) Р.Ball.(C. officinalis Moench.) Lamiaceae
- Миши уши (Рунянка) Hieracium pilosella L. Asteraceae
- Мишовка четинолистна Minuartia setacea (Thuill) Hay. Caryophyllaceae
- Мишорка метличеста Gypsophila paniculata L. Caryophyllaceae
- Млечка горска Euphorbia amygdaloides L. Euphorbiaceae
- Млечка градинска Euphorbia peplus L. Euphorbiaceae
- Млечка мирсинитска Euphorbia myrsinites L. Euphorbiaceae
- Млечка обикновена Euphorbia cyparissias Host. Euphorbiaceae
- Млечка пясъчна Euphorbia peplis L. Euphorbiaceae
- Многолистник класовиден Myriophyllum spicatum L. Haloragaceae
- Многоредник копиевиден Polystichum lonchitis (L.) Roth. Aspidiaceae
- Момкова сълза лечебна Polygonatum odoratum (Mill.) Druce (P. officinale All.) Liliaceae
- Момкова сълза многоцветна Polygonatum multiflorum (L.) All. Liliaceae
- Момина сълза Convallaria majalis L. Liliaceae
- Монезес едноцветен Moneses uniflora (L.) Gray. (Pyrola uniflora L.) Pyrolaceae
- Мотовилка Valerianella coronata (L.) DC. Valerianaceae
- Мразовец есенен (Кърпикожух) Colchicum autumnale L. Liliaceae
- Мурава бледозелена Pyrola chlorantha Swartz. Pyrolaceae
- Мурава кръглолистна Pyrola rotundifolia L. Pyrolaceae
- Мъдрица лечебна Sisymbrium officinale (L.) Scop. Brassicaceae
- Мъдрица льозелова Sisymbrium loeselii L. Brassicaceae
- Мъждрян Fraxinus ornus L. Oleaceae
- Мъжка папрат Dryopteris filix-mas (L.) Schott. Aspidiaceae
- Мъртва коприва бяла Lamium album L. Lamiaceae
- Мъртва коприва петниста Lamium maculatum L. lamiaceae
- Мъртва коприва червена Lamium purpureum L. Lamiaceae

## Н
- Наваличе Orthilia secunda (L.) House (Pyrola secunda L.) Pyrolaceae
- Напръстник вълнест Digitalis lanata Ehrh. Scrophulariaceae
- Напръстник едроцветен Digitalis grandiflora Mill. (D.ambigua Murr.) Scrophulariaceae
- Напръстник ръждив Digitalis ferruginea L. Scrophulariaceae
- Наумка лечебна Cynoglossum officinale L. Boraginaceae
- Невидимка Coronopus procumbens Gilib. Brassicaceae
- Нокът обикновен Lonicera xilosteum L. Caprifoliaceae
- Нузла обикновена Tordylium maximum L. Apiaceae

## О
- Обичниче дребно Thalictrum minus L. Ranunculaceae
- Обичниче жълто Thalictrum flavum L. Ranunculaceae
- Обичниче кандилколистно Thalictrum aquilegifolium L. Ranunculaceae
- Облепиха Hippophae rhamnoides L. Elaeagnaceae
- Огнивче полско Anagallis arvensis Primulaceae
- Огниче Chenopodium botrys L. Chenopodiaceae
- Овчарска торбичка обикновена Capsella bursa-pastoris (L.)Medic. Brassicaceae
- Омайниче градско Geum urbanum L. Rosaceae
- Омайниче планинско Geum montanum L. Rosaceae
- Омайниче пълзящо Geum reptans L. Rosaceae
- Омайниче ручейно Geum rivale L. Rosaceae
- Омайниче червено Geum coccineum S. et S. Rosaceae
- Оман ашерсонов Inula aschersoniana Janka Asteraceae
- Оман германски Inula germanica L. Asteraceae
- Оман сърцевиднолюспест (Оман бял) Inula helenium L. Asteraceae
- Оман успореднонишков Inula ensifolia L. Asteraceae
- Онопордум жълтеникав Onopordum acanthium L.(Onopordon) Asteraceae
- Онопордум кримски Onopordum tauricum Willd. (Onopordon) Asteraceae
- Опопанакс четинест Opopanax hispidus (Friv.) Grsb. Apiaceae
- Опопанакс широколистен Opopanax chironium (L.) Koch. Apiaceae
- Орехче ливадно Filipendula vulgaris Moench. (F. hexapetala Gilib.) Rosaceae
- Орехче обикновено Filipendula ulmaria Maxim. Rosaceae
- Орлова папрат Pteridium aquilinum (L.) Kuhn. Hypolepidaceae
- Офика Sorbus aucuparia L. Rosaceae
- Очанка обикновена Euphrasia rostkoviana Kayne. (E. officinalis L.) Scrophulariaceae

## П
- Пача трева обикновена Polygonum aviculare L. Polygonaceae
- Пача трева пясъчна Polygonum arenastrum Boreau (P. arenarium W.K.) Polygonaceae
- Папаронка жълта (Жълт мак, Рогатец) Glaucium flavum Crantz. Papaveraceae
- Папуртеснолистен Typha angustifolia L. Typhaceae
- Паричка Bellis perennis L. (B. hybrida L.) Asteraceae
- Пелин горчив Artemisia absinthium L. Asteraceae
- Пелин едногодишен Artemisia annua L. Asteraceae
- Пелин обикновен Artemisia vulgaris L. Asteraceae
- Пелин полски Artemisia campestris L. Asteraceae
- Пелин сантонинов Artemisia santonicum L. ssp.patens (Neilr.)K.Pers. (A. maritima L.) Asteraceae
- Пелин тънкожилест Artemisia lerchiana Weber Asteraceae
- Перуанска лайкучка дребноцветна Galinsoga parviflora Cav. Asteraceae
- Перуника блатна Iris pseudacorus L. Iridaceae
- Перуника дребна Iris pumila L. Iridaceae
- Перуника треволистна Iris graminea L. Iridaceae
- Песъкиня Prunus padus L. Rosaceae
- Петльово перо керемидесто Gladiolus imbricatus L. Iridaceae
- Петльово перо обикновено Gladiolus communis L. Iridaceae
- Пипериче обикновено Persicaria maculata (Raf.) S. Gray Polygonaceae
- Пипериче водно Persicaria hydropiper (L.) Spach. Polygonaceae
- Пирински чай Sideritis scardica Grsb. Lamiaceae
- Горска пищялка Angelica sylvestris L. Apiaceae
- Пищялка лечебна Angelica archangelica L. Apiaceae
- Пищялка панчичиева Angelica pancicii Vand. Apiaceae
- Пиявец (Райграс) Lolium temulentum L. Poaceae
- Плавун бухалковиден Lycopodium clavatum L. Lycopodiaceae
- Платантера двулистна Platanthera bifolia (L.) L.C. Rich. Orchidaceae
- Платантера зеленоцветна Platanthera chlorantha (Cust.) Rehb.) Orchidaceae
- Плаунобикновен Lycopodium selago (L.) Lycopodiaceae
- Плюскавиче ушно Silene otites (L.) Wibel. Caryophyllaceae
- Плюскач Colutea arborescens L. Fabaceae
- Повет обикновен Clematis vitalba L. Ranunculaceae
- Повет прав Clematis recta L. Ranunculaceae
- Поветица обикновена Convolvulus arvensis L. Convolvulaceae
- Подбел Tussilago farfara L. Asteraceae
- Подрумиче (Бяла Рада) жълто Anthemis tinctoria L. Asteraceae
- Подрумиче (Бяла Рада) полско Anthemis cotula L. Asteraceae
- Подсунка обикновена Heliotropium europaeum L. Boraginaceae
- Подъбиче бяло Teucrium polium L. Lamiaceae
- Подъбиче луково Teucrium scordium L. Lamiaceae
- Подъбиче обикновено Teucrium chamaedrys L. Lamiaceae
- Подъбиче планинско Teucrium montanum L. Lamiaceae
- Попова лъжичка лукова Thlaspi alliaceum L. Brassicaceae
- Попова лъжичка полска Thlaspi arvense L. Brassicaceae
- Порезник бодлив Sesili rigidum W. et K. Apiaceae
- Порезник кривостъблен Sesili tortuosum L. Apiaceae
- Пореч австрийски Rorippa austriaca (Crantz.) Bess. Boraginaceae
- Поточарка горска Nasturtium sylvestris L. Brassicaceae
- Поточарка лечебна Nasturtium officinalis R. Br. Brassicaceae
- Прангос ферулов Prangos ferulacea (L.) Lindl. Apiaceae
- Превара висока Scutellaria altissima L. Lamiaceae
- Превара копиелистна Scutellaria hastifolia L. Lamiaceae
- Превара обикновена Scutellaria galericulata L. Lamiaceae
- Пришница обикновена Prunella vulgaris L. Lamiaceae
- Прозорче бяло (Очиболец бял) Potentilla alba L. Rosaceae
- Прозорче горско (Очиболец горски) Potentilla erecta (L.) Rausch. Rosaceae
- Прозорче мочурно (Очиболец мочурен) Potentilla palustris (L.) Scop. Rosaceae
- Прозорче пълзящо (Очиболец пълзящ) Potentilla reptans L. Rosaceae
- Прозорче скално (Очиболец скален) Potentilla rupestris L. Rosaceae
- Прозорче сребролистно (Очиболец сребролистен) Potentilla argentea L. Rosaceae
- Пролез едногодишен Mercurialis annua L. Euporbiaceae
- Пролез многогодишен Mercurialis perennis L. Euphorbiaceae
- Пропадниче блатно Pedicularis palustris L. Scrophulariaceae
- Птиче просо Lithospermum officinale L. Boraginaceae
- Пупалка едроцветна Oenothera liennis L. Onagraceae
- Пушица влагалищна Eriophorum vaginatum L. Cyperaceae
- Пушица теснолистна Eriophorum angustifolium Honck. Cyperaceae
- Пушица широколистна Eriophorum latifolium Hoppe. Cyperaceae
- Пчелинок обикновен Marubium vulgare L.
- Пчелинок ран Marubium parviflorum Friv. et Mey. (Marubium praecox Lka.) Lamiaceae
- Пърнар Quercus coccifera L. Fagaceae
- Пърчовка обикновена Himantoglossum hircinum (L.) Spreng. Orchidaceae

## Р
- Равнец благороден Achillea nobilis L. Asteraceae
- Равнец едролистен Achillea grandifolia Friv. Asteraceae
- Равнец струмски (Р. жълт) Achillea clypeolata Sm. Asteraceae
- Равнец хилядолистен (Р. бял) Achillea millefolium gr. Asteraceae
- Разваленка лечебна Parietaria officinalis L. Urticaceae
- Разваленка лузитанска Parietaria lusitanica L. Urticaceae
- Ракитовица разклонена Tamarix ramosissima Ledeb. Tamaricaceae
- Ракитовица четиритичинкова Tamarix tetrandra Pall. et Bieb. Tamaricaceae
- Ралица източна Consolida hispanica (Costa) Greut. et Burdet. (Dilphinium orientalis Schreb.) Ranunculaceae
- Ралица обикновена Consolida regalis S.F.Gray. (Delphinium consolida L.) Ranunculaceae
- Раменка целебна Anthyllis vulneraria L. Fabaceae
- Ранилист германски Stachys germanica L. Lamiaceae
- Ранилист горски Stachys sylvatica L. Lamiaceae
- Ранилист едногодишен Stachys annua L. Lamiaceae
- Ранилист изправен Stachys recta L. Lamiaceae
- Ранилист лечебен Betonica officinalis L.(Stachys officinalis (L.) Trev. Lamiaceae
- Ревен рилски Rheum rhaponticum L. Polygonaceae
- Резеда жълта Reseda lutea L. Resedaceae
- Резеда неароматна Reseda inodora Rchb. Resedaceae
- Резене (Морач) Foeniculum vulgaris Mill. Apiaceae
- Ресник Actaea spicata L. Ranunculaceae
- Репей дребен Arctium minus Bernh. Asteraceae
- Репей сенколюбив Arctium nemorosum L. Asteraceae
- Репей червенолюспест Arctium tomentosum Mill. Asteraceae
- Решетка безстъблена Carlina acanthifolia All. Asteraceae
- Решетка обикновена Carlina vulgaris L. Asteraceae
- Риган бял Origanum vulgare L. ssp. hirtum (Link.) Jetswaart (O. heracleoticum L.) Lamiaceae
- Риган обикновен Origanum vulgare L. Lamiaceae
- Рокамбол Allium scorodoprasum L. Liliaceae
- Росен Dictamnus albus L. Rutaceae
- Росица водна (Милка блатна) Parnassia palustris L. Saxifragaceae
- Росопас вайлантов Fumaria vaillantii Loisel. Papaveraceae
- Росопас лечебен Fumaria officinalis L. Papaveraceae
- Росянка Drosera rotundifolia L. Droseraceae
- Ружа градинска Alcea rosea L. Malvaceae
- Ружа лечебна Althaea officinalis Malvaceae
- Румянка (Свиларка обикновена) Lychnis flos-cuculi L. Caryophyllaceae
- Руница грудеста Phlomis tuberosa L. Lamiaceae
- Русалка морска Najas marina L. Najadaceae
- Ряпа дива Raphanus raphanistrum L. Brassicaceae

## С
- Салата компасна Lactuca serriola L. Asteraceae
- Салеп бледен Orchis pallens L. Orchidaceae
- Салеп дървеницов Orchis coriophora L. Orchidaceae
- Салеп маймунски Orchis simia L. Orchidaceae
- Салеп мъжки Orchis mascula L. Orchidaceae
- Салеп начленен Orchis morio L. Orchidaceae
- Салеп обикновен Orchis provincialis Balb. Orchidaceae
- Салеп опърлен Orchis ustulata L. Orchidaceae
- Салеп пеперудоцветен Orchis papilionaceae Orchidaceae
- Салеп пурпурен Orchis purpurea Huds. Orchidaceae
- Салеп редкоцветен Orchis laxiflora Lam. Orchidaceae
- Салеп точков Orchis punctulatum Stev. Orchidaceae
- Салеп тризъбест Orchis tridentata Scop. Orchidaceae
- Салеп шлемовиден Orchis militaris L. Orchidaceae
- Салеп шпитцелов Orchis spitzelii Saut. ex Koch. Orchidaceae
- Самакитка жълта Aconitum licoctonum L.ssp. neapolitanum (Ten.)Nym. (A.Lamarckii Reichenb.)Ranunculaceae
- Самакитка синя Aconitum variegatum L. (A. cammarum Jacq.) Ranunculaceae
- Самардала сицилианска Nectaroscordum siculum ssp. bulgaricum (Janka) Stearn.(Allium s.ucrium var. dioscoridis)

Liliaceae
- Самобайка Glechoma hederaceae L. Lamiaceae
- Самогризка жълтеникава Scabiosa ochroleuca L. Dipsaceae
- Самодивска трева еленова Peucedanum cervaria (L.) Lapeyer. Apiaceae
- Самодивска трева лечебна Peucedanum officinalis L. Apiaceae
- Сапунче лечебно Saponaria officinalis L. Caryophyllaceae
- Саркофай обикновен Plumbago europaea L. Plumbaginaceae
- Свещица блестяща Filago lutescens Jord. (F. germanica L.) Asteraceae
- Свещица обикновена Filago vulgaris Lam. (F. arvensis L.) Asteraceae
- Свиларка (Кървавиче) Lychnis coronaria (L.) Desr. Caryophyllaceae
- Свърбига източна Bunias orientalis L. Brassicaceae
- Сграбиче лъжесладколистно Astragalus glycyphylloides DC. Fabaceae
- Сграбиче сладколистно Astragalus glycyphyllos L. Fabaceae
- Северница валерандова Samolus valerandi L. Primulaceae
- Седефче Ruta graveolens L. Rutaceae
- Секирче горско Lathyrus sylvesris L. Fabaceae
- Секирче грудково Lathyrus tuberosus L. Fabaceae
- Секирче ливадно Lathyrus pratensis L. Fabaceae
- Секирче посевно Lathyrus sativus L. Fabaceae
- Секирче пролетно Lathyrus vernus (L.) Bernh. Fabaceae
- Секирче черно Lathyrus niger (L.) Bernh. Fabaceae
- Секуригера Securigera securidaca (L.) Roth. Fabaceae
- Силивряк родопски Haberlea rhodopensis Friv. Gesneraceae
- Синап черен Brassica nigra (L.) Koch. Brassicaceae
- Синчец обикновен Scilla bifolia L. Liliaceae
- Синьоглавче обикновено Succisa pratensis Moench. Dipsaceae
- Синя жлъчка грапавоплодна Cichorium intybus L. Asteraceae
- Сиротица лечебна Gratiola officinalis L. Scrophulariaceae
- Склерохлоа Sclerochloa dura (L.) Beaul. Poaceae
- Скоруша Sorbus domestica L. Rosaceae
- Скрибка висока Smilax excelsa L. Liliaceae
- Сладка папрат обикновена Polypodium vulgare L. Polypodiaceae
- Сладник гол Glycyrrhiza glabra L. Fabaceae
- Слез горски Malva sylvestris L. Malvaceae
- Слез дребен Malva pusilla Sin. Malvaceae
- Слез мускусен Malva moschata L. Malvaceae
- Слез незабележим Malva neglecta Wallr. Malvaceae
- Смил Helichrisum arenariun (L.) Moench. Asteraceae
- Смилче (Бял смил) Filaginella uliginosa (L.) Opiz. (Gnaphalium uliginosum L.) Asteraceae
- Сминдух гръцки Trigonella foenum-graecum L. Fabaceae
- Сминдух пълзящ Trigonella procumbens (Bess.) Rchb. Fabaceae
- Сминдух син Trigonella coerulea (L.) Ser. Fabaceae
- Смрадлика Cotinus coggygria Scop. Anacardiaceae
- Смърч обикновен Picea abies (L.) Karst. Pinaceae
- Солянка европейска Salicornia europaea L.(S. herbacea L.) Chenopodiaceae
- Спарциум Spartium junceum L. Fabaceae
- Спиродела многокоренчеста Spirodela polyrhiza (L.) Schleid. Lemnaceae
- Спореж блатен Senecio paludosus L. Asteraceae
- Спореж дъбовогорски Senecio nemorensis L. Asteraceae
- Спореж леплив Senecio viscosus L. Asteraceae
- Спореж обикновен Senecio vulgaris L. Asteraceae
- Спореж перестолистен Senecio othonnae Bieb. Asteraceae
- Спореж якобов Senecio jacobaea L. Asteraceae
- Сребърник пирински Dryas octopetala L. Rosaceae
- Срещниче лаксманов Ajuga laxmannii (L.) Benth. Lamiaceae
- Срещниче обикновено Ajuga chamaepitis (L.) Schreb. Lamiaceae
- Старо биле (Лудо биле) Atropa belladonna L. Solanaceae
- Степник салепов Pseudolysimachion orchideum (Crantz)Wraber
- Страшник балкански Acanthus balcanicus Heyw. et Richards (A. longifolius Host) Acanthaceae
- Страшник бодлив Acanthus spinosus L.(A. hirsutus) Acanthaceae
- Струпейниче Chenopodium vulvaria L. Chenopodiaceae
- Сусерка Marrubium peregrinum L. Lamiaceae
- Сълзица средна Briza media L. Poaceae
- Съсънка бяла Anemone nemorosa L. Ranunculaceae
- Съсънка горска Anemone sylvestris L. Ranunculaceae
- Съсънка лютиковидна Anemone ranunculoides L. Ranunculaceae

## Т
- Татул Datura stramonium L. Solanaceae
- Телчарка голяма Polygala major Jacq. Polygalaceae
- Телчарка обикновена Polygala vulgaris L. Polygalaceae
- Теменуга влакнеста Viola hirta L. Violaceae
- Теменуга миризлива Viola odorata L. Violaceae
- Теменуга трицветна Viola tricolor L. Violaceae
- Тинтява блатна Gentiana pneumonanthe L. Gentianaceae
- Тинтява горска Gentiana asclepiadea L. Gentianaceae
- Тинтява жълта Gentiana lutea L. Gentianaceae
- Тинтява петниста Gentiana punctata L. Gentianaceae
- Тинтява пролетна Gentiana verna Gentianaceae
- Тинтява синя Gentiana cruciata Gentianaceae
- Тис обикновен Taxus baccata L. Taxaceae
- Тлъстига бяла Sedum album L. Crassulaceae
- Тлъстига голяма Sedum maximum (L.) Suter. Crassulaceae
- Тлъстига лютива Sedum acre L. Crassulaceae
- Топола черна Populus nigra L. Salicaceae
- Торилис полски Torilis arvensis (Huds.) Link. Apiaceae
- Трабузан (Бабини зъби) Tribulus terrestris L. Zygophyllaceae
- Трепетлика Populus tremula L. Salicaceae
- Трескавиче лъжливо (Лош вятър) Kichxia spuria (L.) Dum. Scrophulariaceae
- Трескавиче надводниково (Лош вятър) Kickxia elatine (L.) Dum. Scrophlariaceae
- Трънка Prunus spinosa L. Rosaceae
- Тученица обикновена Portulaca oleracea L. Portulacaceae

## У
- Урбаличе Glechoma hirsuta W et K. Lamiaceae
- Урока кръглолистна Bupleurum rotundifolium L. Apiaceae
- Усойниче италианско Echium italicum L. Boraginaceae
- Усойниче обикновено Echium vulgareL. Boraginaceae
- Усойниче червено Echium russicum J. Gmel.(E.rubrum Jacq.) Boraginaceae

## Ф
- Френско грозде бодливо Ribes uva-crispa L. (R. glossularia L.) Saxifragaceae

## Х
- Хамеспарциум (Прещип) Chamaespartium sagittale (L.) Gibbs. (Genista sagittalis L. Fabaceae
- Хвойна казашка (Смрика казашка) Juniperus sabina L. Cupressaceae
- Хвойна сибирска (Смрика сибирска) Juniperus sibirica Burget. Cupressaceae
- Хвойна червена (Смрика червена) Juniperus oxycedrus L. Cupressaceae
- Хвощ блатен Equisetum palustris L. Equisetaceae
- Хвощ голям Eqisetum telmateia Ehrh. (E. maximum Lam.) Equisetaceae
- Хвощ горски Equisetum sylvaticum L. Equisetaceae
- Хвощ мочурен E. fluviatile L. (E. limosum L.) Equisetaceae
- Хвощ полски Equisetum arvense L. Equisetaceae
- Хипохерис дългоцветен Hypochaeris radicata L. Asteraceae
- Хипохерис петнист Hypochaeris maculata L. Asteraceae
- Хрущялка едногодишна Scleranthus annuus L. Caryophyllaceae
- Хрущялка обикновена Scleranthus perennis L. Caryophyllaceae
- Хуперция иглолистна Huperzia inundata (L.) Bernh ex Schrank et Mart.

## Ц
- Царска папрат (Осмунда) Osmunda regalis L. Osmundaceae
- Цикута Cicuta virosa L. Apiaceae
- Цистозира (кафяво водорасло) Cystoseira barbata (Good. et Wood.) Cystoseiraceae

## Ч
- Чадърче дребноцветно Calystegia sepium(L.) Rr. Convolvulaceae
- Часовниче цикутово Erodium cicutarium (L.) L'Her. Geraniaceae
- Чашкодрян брадавичест Euonymus verrucosus Scop. Celastraceae
- Чашкодрян европейски Euonymus europaeus L. Celastraceae
- Челебитка дамска Nigella damascena L. Ranunculaceae
- Челебитка полска Nigella arvensis L. Ranunculaceae
- Челядник кръглоглав Echinops sphaerocephalus L. Asteraceae
- Чемерика лобелиева (Ч. бяла) Veratrum lobelianum Bernth. (V. album L.) Liliaceae
- Чемерика черна Veratrum nigrum L. Liliaceae
- Чер имел европейски Loranthus europaeus Jacq. Loranthaceae
- Червен кантарион красив Centaurium pulchellum (Swartz)Druce Gentianaceae
- Червен кантарион обикновен Centaurium erythraea Rafn. Gentianaceae
- Черновръх обикновен Clinopodium vulgare L. Lamiaceae
- Черноглавче полско Knautia arvensis (L.) Coult. Dipsacaceae
- Чернокос красив Telekia speciosa (Schreb.) Baumg. Asteraceae
- Чинар източен Platanus orientalis L. Platanaceae
- Чифтолистник Zygophyllum fabago L. Zygophyllaceae
- Чобанка бяла Petasites albus (L.) Gaertn. Asteraceae
- Чобанка хибридна (Ч. лечебна) Petasites hybridus (L.) Gaertn. (P. officinalis Moench.) Asreraceae
- Чубрица планинска Satureja montana L.ssp. kitaibelii (Wierzb.) Ball. Lamiaceae
- Чувен Chenopodium bonus-henricus L. Chenopodiaceae

## Ш
- Шапиче анизово Alchemilla anisiaca Wettst. Rosaceae
- Шапиче ахтарово Alchemilla achtarowii Pawl. Rosaceae
- Шапиче балканско Alchemilla catachnoa Rothm. Rosaceae
- Шапиче бъбрековидно Alchemilla reniformis Buser. Rosaceae
- Шапиче българско Alhemilla bulgarica Rothm. Rosaceae
- Шапиче ветриловидно Alcemilla flabellata Buser. Rosaceae
- Шапиче врязанолистно Alchemilla fissa Gunt. et Schum. Rosaceae
- Шапиче голо Alchemilla glabra Neygenf. Rosaceae
- Шапиче грациозно Alchemilla gracillima Rothm. Rosaceae
- Шапиче дълговлакнесто Alchemilla crinita Buser. Rosaceae
- Шапиче едрозъбчесто Alchemilla grossidens Buser. Rosaceae
- Шапиче едроцветно Alchemilla gorcensis Pawl. Rosaceae
- Шапиче жълто-зелено Alchemilla xathochlora Rothm. Rosaceae
- Шапиче затворенолистно Alchemilla connivens Buser. Rosaceae
- Шапиче звездоцветно Alchemilla asteroantha Rothm. Rosaceae
- Шапиче изрязано Alchemilla incisa Buser. Rosaceae
- Шапиче зеленоцветно Alchemilla viridiflora Rothm. Rosaceae
- Шапиче кръглозъбчесто Alchemilla subcrenata Buser. Rosaceae
- Шапиче меколистно Alchemilla mollis (Buser) Rothm. Rosaceae
- Шапиче нежно Alchemilla gracilis Opiz. Rosaceae
- Шапиче неразделнолистно Alchemilla indivisa (Buser.) Rothm. Rosaceae
- Шапиче остродяло Alchemilla acutiloba Opiz. Rosaceae
- Шапиче павловско Alchemilla pawlowskii Assen. Rosaceae
- Шапиче планинско Alchemilla monticola Opiz. Rosaceae
- Шапиче пиренейско Alchemilla pyrenaica Dufour. Rosaceae
- Шапиче сгънатолистно Alchemilla plicata Gand. Rosaceae
- Шапиче сиво Alchemilla cinerea Buser. Rosaceae
- Шапиче сивосинкаво Alchemilla glaucescens Wallr. Rosaceae
- Шапиче тъполистно Alchemilla obtusa Buser. Rosaceae
- Шапиче червенодръжково Achemilla erythropoda Juz. Rosaceae
- Шапиче юмрукчалско Alchemilla jumrukczalica Pawl. Rosaceae
- Шестил Acer platanoides L. Aceraceae
- Шипка галска Rosa gallica L. Rosaceae
- Шипка храсталачна Rosa corymbifera Borkh. Rosaceae
- Шмак дъбилен Rhus coriaria L. Anacardiaceae
- Шумкавиче Pulicaria vulgaris Gaerth. Asteraceae

## Щ
- Щир бодлив Amaranthus spinosus L. Amaranthaceae

## Я
- Ягода горска Fragaria vesca L. Rosaceae
- Ясен пализиев Fraxinus pallisiae Wilm. Oleaceae
- Ясен планински Fraxinus excelsior L. Oleaceae
- Ясен полски Fraxinus oxycarpa Willd. Oleaceae